# Wazbones
Wazbones è il quarto album dei Tigertailz, uscito nel 1995 per l'Etichetta discografica Minority One Records.

## Tracce
1. Tear Your Fucking Heart Out
2. Dirty Needles
3. Belly Of The Beast
4. Pig Face
5. Love Junkie
6. Make Me Bleed
7. Perish
8. Let Your Flesh Instruct Your Mind
9. Love Can Kill
10. In The Name Of The Gun

## Formazione
- Kim Hooker - voce
- Cy Danaher - chitarra
- Pepsi Tate - basso
- Andy Skinner - batteria